# Antonio Cicchetti
Antonio Cicchetti (Rieti, 28 marzo 1952) è un politico italiano, sindaco di Rieti dal 1994 al 2002 e dal 2017 al 2022.

## Biografia
Già dirigente locale del Fronte della Gioventù e, successivamente, del Movimento Sociale Italiano, è stato consigliere comunale a Rieti di opposizione dal 1975 al 1994.

### Primo e secondo mandato da sindaco
Eletto sindaco di Rieti per la prima volta nel 1994 con una coalizione di centrodestra, nel 1998 è stato rieletto sindaco con il 62,18% di voti al primo turno.
Dopo aver assolto i due mandati di primo cittadino, ha continuato a far parte dell'amministrazione comunale reatina in qualità di assessore ai lavori pubblici della giunta Emili fino al 2004, allorché si è dimesso.
Nel 2004 è stato il candidato del centrodestra alla presidenza della Provincia di Rieti, perdendo il ballottaggio con il candidato del centrosinistra Fabio Melilli. Ha guidato l'opposizione in consiglio provinciale da capogruppo di Alleanza Nazionale, prima di lasciare tale incarico al consigliere Paolo Trancassini a fine 2007.
Alle elezioni regionali del 2005 è eletto consigliere regionale nelle liste di Alleanza Nazionale con 10 000 voti di preferenza nella circoscrizione di Rieti. Nel 2006 diventa capogruppo di Alleanza Nazionale, sostituendo Fabio Rampelli che aveva optato per la Camera dei deputati.
Nel 2009 entra nel Popolo della Libertà, senza seguire il percorso di abiura del passato di Gianfranco Fini, e viene rieletto consigliere provinciale nel giugno di quell'anno, carica dalla quale si dimetterà alcuni mesi dopo, motivando la scelta con l'inopportunità di cumulare più ruoli, essendo già consigliere regionale.

### Assessore regionale
Alle elezioni regionali del 2010 è rieletto nel Consiglio regionale del Lazio con la lista del Popolo della Libertà: con quasi 14 000 voti di preferenza è, ancora una volta, il candidato più votato nella circoscrizione di Rieti e, in termini percentuali, il più votato in Italia .
Il presidente Renata Polverini lo nomina assessore della Regione Lazio con delega alla Cultura e all'Istruzione, incarico che ricopre dall'aprile al giugno 2010, quando viene estromesso dalla giunta regionale insieme al viterbese Francesco Battistoni per dare seguito ad un accordo con l'UDC. Da quel momento rifiuta qualsiasi altro incarico all'interno della Regione Lazio, rimanendo l'unico in tutto il consiglio regionale a non ricoprire un doppio incarico nel periodo dello "scandalo Fiorito".
Alle elezioni anticipate che si svolgono nel febbraio 2013 in seguito alle dimissioni della Polverini, Cicchetti si ricandida nella lista del PdL ottenendo 5 000 voti di preferenza che però non gli saranno sufficienti per rientrare in consiglio regionale.

### Terzo mandato da sindaco
Di fronte alla frammentazione del centro-destra reatino, che dopo venti anni di governo della città era stato sconfitto dalla sinistra di Simone Petrangeli, Cicchetti annuncia nel 2015 la sua disponibilità a ricandidarsi come sindaco di Rieti.
Le polemiche sollevate dalla sua candidatura vengono fugate con un sondaggio telefonico che lo incorona come il nome più gradito all'elettorato; in tal modo Cicchetti (Forza Italia) riesce ad ottenere l'appoggio di tutto il centro-destra, con la sola esclusione di Forza Nuova; viene infatti sostenuto da Forza Italia (partito di cui è membro lo stesso Cicchetti), Fratelli d'Italia - Alleanza Nazionale, Direzione Italia, Unione di Centro e cinque liste civiche.
Lanciando la sua ricandidatura, Cicchetti annuncia che la sua esperienza sarà alla guida di una giunta di giovani, che andranno a formare la nuova classe dirigente del centrodestra locale. Alle elezioni amministrative del 2017 Cicchetti viene eletto per la terza volta sindaco di Rieti, ottenendo il 50,2% nel ballottaggio con il sindaco uscente Simone Petrangeli (un testa a testa serrato che lo vede prevalere per soli 99 voti). Nel 2022 decide di non ripresentarsi per un secondo mandato.

## Controversie
Nel maggio 2022, durante la presentazione della lista di Fratelli d’Italia per le amministrative del 12 giugno 2022 di Rieti, a conclusione del comizio saluta il pubblico con la frase «Boia chi molla», motto utilizzato negli ambienti della destra extraparlamentare e neofascista italiana. Da ciò si avvia un'interrogazione parlamentare.